# Oerbos Havešová
Het Oerbos Havešová is gelegen in het zuidwesten van het Slowaakse Nationaal Park Poloniny en maakt sinds 2007 deel uit van de werelderfgoedinschrijving Oude en voorhistorische beukenbossen van de Karpaten en andere regio's van Europa. Het Oerbos Havešová ligt op de bergrug Bukovské Vrchy en heeft een oppervlakte van 1,713 km².

## Algemene informatie
Het Oerbos Havešová werd in 1964 tot natuurreservaat uitgeroepen. Het gebied varieert qua hoogte tussen de 442 en 741 meter boven zeeniveau en bestaat vrijwel geheel uit onaangeraakte beukenwouden. Er staan zeer oude beuken (Fagus sylvatica) die een geschatte leeftijd hebben tussen de 220 en 250 jaar en hoogten bereiken van circa 50 meter. De maximale hoogte die voor beuken werd gemeten is hier vastgesteld op 53 meter. Daarnaast staan er in het Oerbos Havešová zeer oude gewone esdoorns (Acer pseudoplatanus), Noorse esdoorns (Acer platanoides), essen (Fraxinus excelsior) en bergiepen (Ulmus glabra).

## Fotogalerij

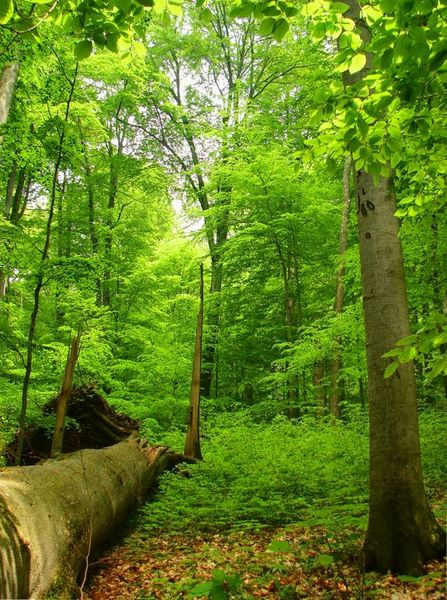
Eeuwenoud beukenbos van het Oerbos Havešová.

- Virtual International Authority File: 242770283